# 病理解剖學

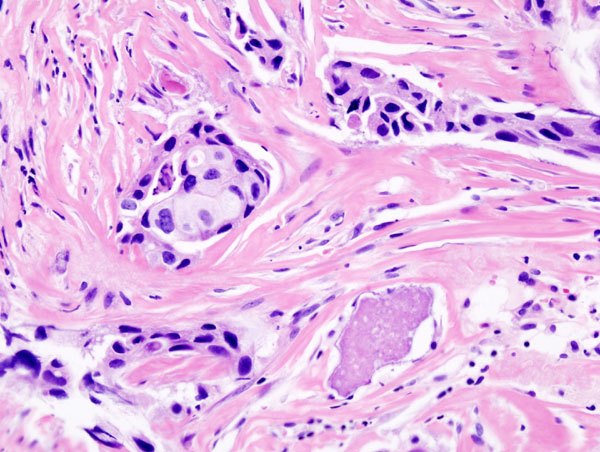
乳腺导管癌组织切片，经苏木精—伊红（H&E）染色

病理解剖学（Pathological anatomy），又称解剖病理学（Anatomic pathology），是一门旨在通过对组织与体液样本进行剖检、镜检、生化学检查、免疫学检查等分析检查达到诊断疾病目的学科，与临床病理学（普通病理学）并列为病理学的两大分支。一般认为病理解剖学的开创者是生活在17-18世纪的意大利医学家乔瓦尼·莫尔加尼。随着医学技术的发展，病理解剖学已从早期单纯依赖尸检逐步发展到能通过多种现代技术对包括恶性肿瘤进行诊断的水平。